# Luxtoniidae
Luxtoniidae zijn  een familie van mijten. Bij de familie zijn één geslacht met één soort ingedeeld.